# バーシア
バーシア（Basia、本名：バルバラ・スタニスワヴァ・チェチェレフスカ、1954年9月30日 - ）は、イギリスを中心に活動するポーランド出身の歌手、音楽プロデューサーである。

## 人物
ポーランドのシロンスク県ヤヴォジュノ生まれ。実家はアイスクリーム屋を営んでいた。幼少期から合唱に取り組み、成長してプロの歌手としてポーランド国内で歌った。歌手活動と並行してポーランド最古の大学でワルシャワ大学と並ぶ名門大学のヤギェウォ大学で数学を専攻することを希望していたが、両親が職人であった関係で入試における点数が足りなかったために、致し方なく物理学の専攻に変更した。そのような状況下で、ポーランドで活動するAlibabkiのマネージャーからの連絡があったため、魅力を感じない物理学を諦めてバンド活動に軸足を移した。
その後、1979年にアメリカ、のちイギリスに渡り、一時イギリスで流行したファンカラティーナというジャンルを代表するバンド「ブルー・ロンド・ア・ラ・ターク」で活動したマーク・ライリーが率いるマット・ビアンコへの在籍を経て、そのメンバーであったダニー・ホワイトと彼の兄ピーター・ホワイトのサポートで1986年にソロ・デビューした（ソロデビューまでの移住先の国の首都名が後のソロ2枚目のアルバムである London Warsaw New York の題名となる）。ラテン音楽の影響はソロ活動においても残っており、ボサノヴァなどのブラジル音楽やジャズをポップスとして昇華させた上品な楽曲で人気を博した。初期の2枚のアルバム作品は、1980年代の英語圏の音楽シーンを席巻していたPWLも制作に協力（全面プロデュースではない）した作品で、シンセ打ち込みを主体とした作風であった。
アメリカやイギリスを中心に活動した他、数回来日したこともある。バーシアのソロデビュー当時、空前のバブル景気に沸いていた日本では、ハイソな音楽性によって早期から本物を求める文化的な感度の高い層に人気を博しており、各所でプッシュされていた。例えば、ソロデビューアルバム収録曲の『ニュー・デイ・フォー・ユー』が日本のファッションビルであるPARCOのクリスマス・キャンペーン・ソングに採用され、バーシア自身もポーランド語を話すCMで日本での知名度を獲得した。CM出演の結果として渋谷PARCO内にある渋谷CLUB QUATTROのこけら落としのライブも行うことになった。渋谷PARCOも渋谷CLUB QUATTROも共に20世紀の日本で最先端だった渋谷文化を牽引する存在であった。従って、バーシアは日本のバブル期を彩った存在でもある。
2000年12月にバーシア本人が特に敬愛していた母親が逝去すると、立て続けに従兄弟を事故で失い、さらには友人の死去と相次いで不幸に見舞われ、意気消沈のあまり鬱状態に陥ったという。
バーシア本人は活動を完全に休止したが、マット・ビアンコ時代のメンバーである、ダニーホワイト、マークライリーに激励され、なんとか歌に対しての意欲が湧いたと後から語っている。
2003年にはマット・ビアンコに、初期オリジナル・メンバーとして復帰しアルバム『マッツ・ムード』を発表、ツアーにも参加した。ただしマット・ビアンコはマーク・ライリー個人のバンドユニット名となっており、パーマネントなバンド編成ではないため、期間限定の復帰に終わった。
2009年に『イッツ・ザット・ガール・アゲイン』をソロ・アルバムとして約15年ぶりに発表し、世界ツアーを行った。来日も果たし、ブルーノート東京、名古屋にて公演を行った。
2013年のビルボードライブ東京、大阪にて行われた来日公演では、バーシア本人の体調不良により、東京公演の一部がバーシア不在による公演となった。
2015年にもビルボードライブ東京、大阪にて来日公演を行う。
2018年5月16日に実に9年ぶりとなるオリジナル・アルバム『バタフライズ』をリリースした。
同年中にワールドツアーを行い、ビルボードライブ東京、大阪にて来日公演を行った。

## ディスコグラフィ

### スタジオ・アルバム
- 『タイム・アンド・タイド』 - Time and Tide (1987年)[6]
- 『ロンドン・ワルシャワ・ニューヨーク』 - London Warsaw New York (1989年)[7]
- 『スウィーテスト・イリュージョン』 - The Sweetest Illusion (1994年)[8]
- 『イッツ・ザット・ガール・アゲイン』 - It's That Girl Again (2009年)[9]
- 『バタフライズ』 - Butterflies (2018年)[10]

### ライブ・アルバム
- 『バーシア・オン・ブロードウェイ』 - Basia on Broadway (1995年)
- From Newport to London: Greatest Hits Live ... and More (2011年)

### コンピレーション・アルバム
- 『ベスト・リミックス』 - The Best Remixes (1990年)
- 『ブレイヴ・ニュー・ホープ (ブレイヴ・ニュー・ミックス)』 - Brave New Hope (1990年)
- 『ザ・ベスト・リミックス2』 - The Best Remixes II (1991年)
- 『クリア・ホライズン〜ベスト・オブ・バーシア』 - Clear Horizon – The Best of Basia (1998年)
- Simple Pleasures (2003年)
- Superhits (2004年)
- Playlist: The Very Best of Basia (2013年)

### 参加アルバム
- マット・ビアンコ : 『フーズ・サイド・アー・ユー・オン』 - Whose Side Are You On? (1984年)
- デヴィッド・キャシディ : 『ロマンス』 - Romance (1985年) ※「Romance (Let Your Heart Go)」に参加
- パーフェクト : Historie nieznane 1971–1991 (1993年) ※「Obłęd w podmiejskiej dyskotece」に参加
- ピーター・ホワイト : Caravan of Dreams (1996年) ※「Just Another Day」に参加
- スパイロ・ジャイラ : 『ゴット・ザ・マジック』 - Got the Magic (1999年) ※「Springtime Laughter」に参加
- 葉加瀬太郎 : 『DUETS』 - Duets (1999年) ※「So Nice (Summer Samba)」に参加
- マット・ビアンコ : 『マッツ・ムード』 - Matt's Mood (2004年)
- ピーター・ホワイト : Good Day (2009年) ※「Love Will Find You」に参加
- モニカ・リドケ : If I Was to Describe You (2014年) ※「Tum Tum Song」に参加[11]
- ペクトゥス : Kobiety (2015年) ※「Ostatnia z niedziel」に参加

## 来日公演
TIME AND TIDE TOUR
1987年 渋谷クラブクアトロ
AJINOMOTO PRESENTS'90 BASIA IN JAPAN
- Basia on Broardway in Orchard Hall

1990年9月26日（追加公演）、30日 オーチャードホール
- LONDON WARSAW NEW YORK TOUR

1990年10月1日 名古屋市民会館、10月3日 フェスティバルホール、10月4日 浦和市文化センター、10月6日 東京ベイNKホール
THE SWEETEST ILLUSION TOUR
1994年7月1日 名古屋市公会堂(ワールドツアー初日)、7月2日 名古屋クラブクアトロ、7月4日 心斎橋クラブクアトロ、7月5日・6日 大阪厚生年金会館、7月8日 広島メルパルクホール、7月10日 NHKホール、7月11日 日本武道館、7月13日 渋谷クラブクアトロ、7月14日 神奈川県民ホール
MATT'S MOOD TOUR（マット・ビアンコ フィーチャリング バーシア）
2005年3月28日 大阪なんばHatch、3月29日-31日 東京国際フォーラム・ホールC
IT'S THAT GIRL AGAIN TOUR
2009年10月13日 ブルーノート名古屋、10月15日-19日 ブルーノート東京
JAPAN TOUR 2013
2013年5月2日 ビルボードライブ大阪、5月4日・5日 ビルボードライブ東京（全日程 1日2回公演）
JAPAN TOUR 2015
2015年1月27日・28日 ビルボードライブ東京、1月30日 ビルボードライブ大阪（全日程1日2回公演）
Butterflies TOUR 2018
2018年11月5日・6日 ビルボードライブ東京、11月8日 ビルボードライブ大阪(全日程1日2回公演)